# Nicolás García Jerez
Nicolás García Jerez O.P. (Murcia, 1757-Ciudad de Guatemala, 31 de julio de 1825) fue un sacerdote católico español de la Orden de Predicadores. En 1810 fue nombrado Obispo de Nicaragua y Costa Rica. 
Además, el presidente de la Real Audiencia de Guatemala, Antonio González Mollinedo y Saravia, lo designó para suceder interinamente al Intendente de León José Salvador y Antoli en caso de que se produjera alguna situación de emergencia.

## Episcopado

### Presidente de junta gubernativa
Nicolás García Jerez nació el 28 de enero de 1757 en Murcia, España
El 14 de diciembre de 1811, a raíz de la deposición del intendente Salvador y Antoli por un movimiento insurgente, fue designado por los líderes del movimiento como presidente de la Junta Provincial gubernativa establecida en León.

### Intendente interino
El 2 de enero de 1812, el nuevo presidente de la Audiencia José de Bustamante y Guerra lo confirmó como Gobernador Intendente interino. El 14 de febrero, la Junta de León reconoció su nombramiento y poco después acordó disolverse.
Durante su administración, García Jerez, desempeñó el cargo de intendente, en el Seminario Conciliar de León, fundó la Universidad de León con el lema "Sic itur ad astra" ("por esta ruta hacia las estrellas") y se creó la Provincia de Nicaragua y Costa Rica. 
En 1814 entregó el mando al jefe político superior Juan Bautista Gual y Curvelo, designado por la regencia en 1812.

### Pastoral
En 1815 efectuó visita pastoral a Costa Rica y contribuyó generosamente al mantenimiento y desarrollo de la Casa de Enseñanza establecida en la población de San José, que puso bajo el patrocinio de Santo Tomás de Aquino.

### Anexionista
En la época de la separación de Nicaragua de España fue partidario de la anexión al Imperio mexicano. En 1823, a la caída del Imperio, tuvo que abandonar su diócesis y retirarse a Guatemala. 

### Muerte
Murió en la ciudad de Guatemala en 1825, cuando estaba planeando trasladarse a residir en Costa Rica. 
Sus restos fueron trasladados a Nicaragua en 1854 y sepultados en la catedral de León.